# 譚汶琳
譚汶琳（1989年8月26日—）是一名台灣女子足球運動員。
譚汶琳出身於花蓮縣光復鄉，曾就讀於花蓮縣立體育實驗高級中學，目前則為國立屏東大學體育研究所的學生。2010年4月27日，陳曉娟與譚汶琳通過西班牙的皇家瓦拉杜立德女足隊測試，成為繼林曼婷之後，第二與第三名與該球隊簽約的台灣球員。